# Insulestremia sinclairi
Insulestremia sinclairi är en tvåvingeart som beskrevs av Jaschhof 2004. Insulestremia sinclairi ingår i släktet Insulestremia och familjen gallmyggor. Inga underarter finns listade i Catalogue of Life.